# Eri Nobuchika
Eri Nobuchika (信近エリ, Nobuchika Eriko, nacida el 3 de agosto de 1985 en Munakata, Prefectura de Fukuoka, Japón) es una cantante y compositora de J-Pop. Es producida la disquera Sony Music Associated Records Inc. y también por Shinichi Osawa (alias Mondo Grosso), con quien sostiene una cercana amistad. Actualmente ella reside en Tokio.

## Biografía
Nacida con el nombre de Eriko, ella soñó siempre hacer una carrera como cantante. La oportunidad surgió en la audición "Quiero ser estrella" de Sony Music, un evento para probar nuevos talentos. Eri envió su demo, mas olvidó poner su dirección en ella. El presidente de la audición quería contactarla y después de unas cuantas llamadas a Fukuokan, dieron con ella. En la audición definitiva, ella no sorprendió demasiado a sus audicionadores, excepto a uno, Shinichi Osawa, conocido como Mondo Grosso (quien compuso la música para el sencillo de estilo jazz "Love Addict" de Mika Nakashima).
Eri tuvo siete ofertas más para grabar pero al final firmó con Sony Music e hizo equipo con Osawa. Tras terminar la preparatoria, a la edad de diecinueve años, ella comenzó a trabajar en su sencillo de lanzamiento, "Lights", que fue producido por el mismo Osawa (tal como todas las otras canciones suyas), y fue lanzado en la primavera del 2004 y fue seleccionado como tema de la película japonesa Shinkou (深紅, "Carmesí profundo"). La canción también fue interpretada para el juego "Lumines", junto con el bonustrack "I hear the music in my soul". Fue de hecho a través del juego como muchos de sus actuales fanáticos la conocieron (este vendió más de quinientas mil unidades en Europa y los Estados Unidos) y también ayudó a impulsar su carrera en Japón.
Meses después, el segundo single, "Voice" fue lanzado. Diferente completamente a "Lights", "Voice" se nota más influenciada por el estilo de Osawa. Aunque Sony Music esperaba mucho de la canción por su estilo innovador (en cuyo video se muestra una bailarina con estilo de bayadera), apenas y se mantuvo, solo logrando el lugar #94 durante tres semanas en el top 100 del Oricon (el más importante chart musical de Japón).
En junio de 2005, fue lanzado "Sketch for Summer", de nuevo, distinto completamente a sus predecesores. Fue una ballada con algunos toques de jazz. Fue el primer video que se grabó a color (considerando que los videos de "Lights" y "Voice" fueron grabados en formato blanco y negro). El sencillo consiguió menos que su antecesor, el lugar #175 del Oricon, solo por una semana.
"Kodou" (Latido) fue lanzado el 7 de diciembre de 2005, seguido por su primer álbum "nobuchikaeri", el 21 de diciembre. Su último lanzamiento fue el sencillo DVD "Yume no Kakera" (夢のかけら, "Fragmentos de sueños"), animado por estudio 4C ("The Animatrix") el cual vio la luz el primero de marzo de 2006.
Aunque su éxito ha sido limitado debido a la forma tan peculiar de su música comparada con lo tradicional del mercado japonés, ella es una talentosa, trabajadora y amigable artista como puede verse en su blog personal  (en japonés) en el cual ella trabaja frecuentemente tratando a veces asuntos bastante cotidianos de su vida (como el decorado de sus uñas o los lugares donde se inspiró para escribir sus canciones). Su productor, Osawa tiene también el suyo .

En 2007 colaboró como vocalista "principal" para el álbum debut "quiet life" de la banda "delofamilia", que es el proyecto indie/solista de NAOTO, guitarrista/líder de la banda "ORANGE RANGE". En este disco canta en todos los temas del disco e incluso escribió las letras de las canciones "PAIR", "The end of night", "zip" y "lmrc". 

En 2009 lanza su segundo álbum de estudio, "Hands", pasando a un estilo más pop y personal, componiendo sus propias canciones y sin la producción de Osawa.

## Discografía

### Sencillos
1. [2004.12.08] Lights (Nobuchika Eri, Música: Shinichi Osawa)
2. [2005.04.06] Voice (Nobuchika Eri, Música: Shinichi Osawa)
3. [2005.06.29] Sketch for Summer (Nobuchika Eri & Questlovers, Música: Shinichi Osawa)
4. [2005.12.07] Kodou, 鼓動 (Nobuchika Eri, Música: Shinichi Osawa)

### DVD
1. [2006.03.01] Yume no Kakera, 夢のかけら (Nobuchika Eri, Música: Shinichi Osawa)

### Álbumes
1. [2005.12.21] nobuchikaeri
2. [2009.06.03] hands